# Кулшедра
Кулшедра или Бола је демонско змајолико створење из албанског фолклора. Има дугачко тело змије, четири ноге и мала крила. Ова аждаја спава читаву годину, али на Св. Ђорђа се буди и његове фасетиране сребрне очи претражују свет док не пронађу особу.
У дванаестој години, претвара се у рогатог змаја који бљује ватру са девет језика, са гребеном и великим крилима. Кулшедра изазива сушу и живи од људских жртава. Понекад се појављује у облику длакаве гигантске жене са великим грудима.